# تیرانو
تیرانو (به ایتالیایی: Tirano) یک کومونه در ایتالیا است که در استان سوندریو و در نزدیکی کشور سوئیس واقع شده‌است.

## خصوصیات
تیرانو ۳۲ کیلومترمربع مساحت و ۹٬۱۳۶ نفر جمعیت دارد و ۴۴۱ متر بالاتر از سطح دریا واقع شده‌است.

## نگارخانه

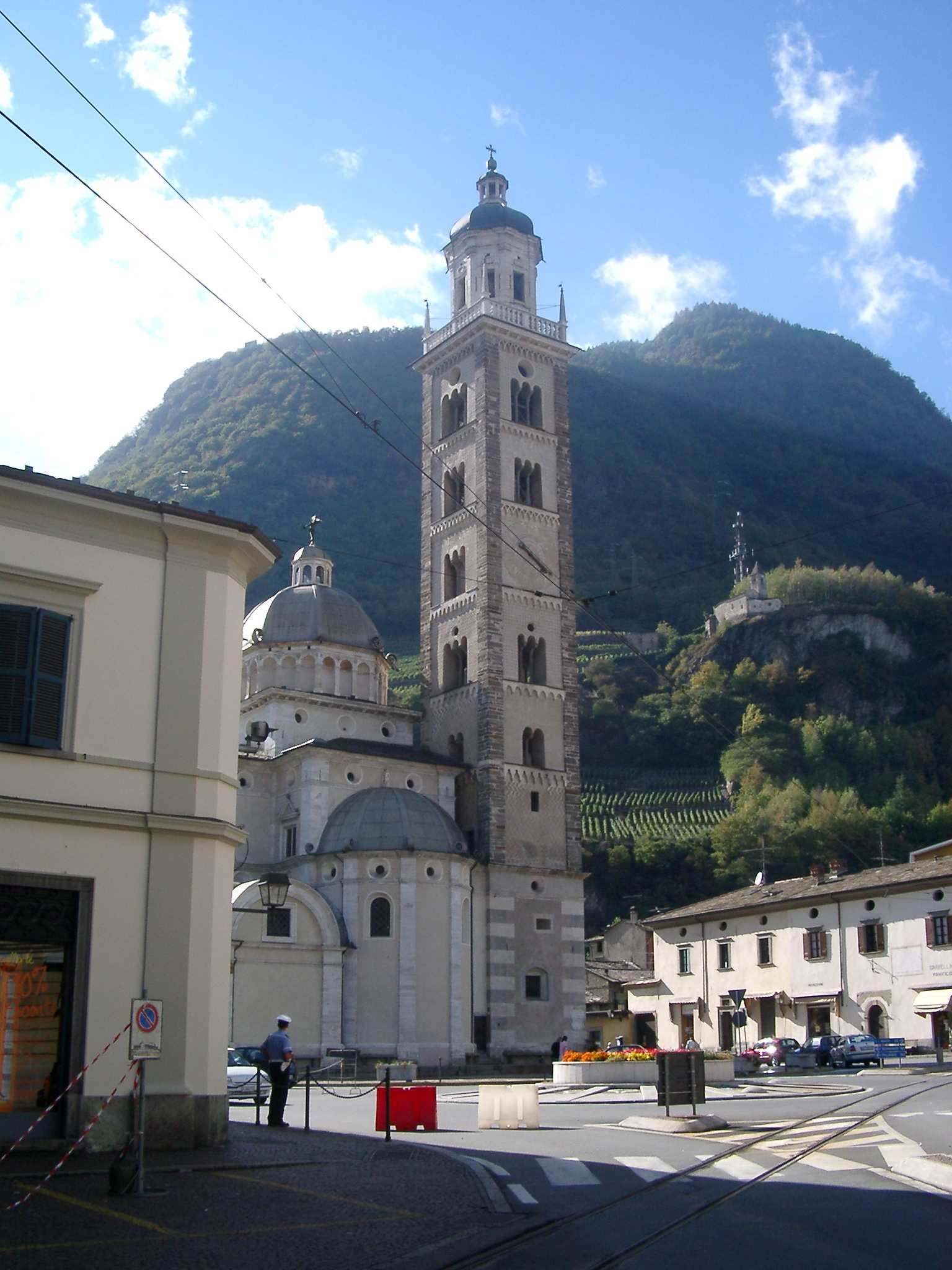
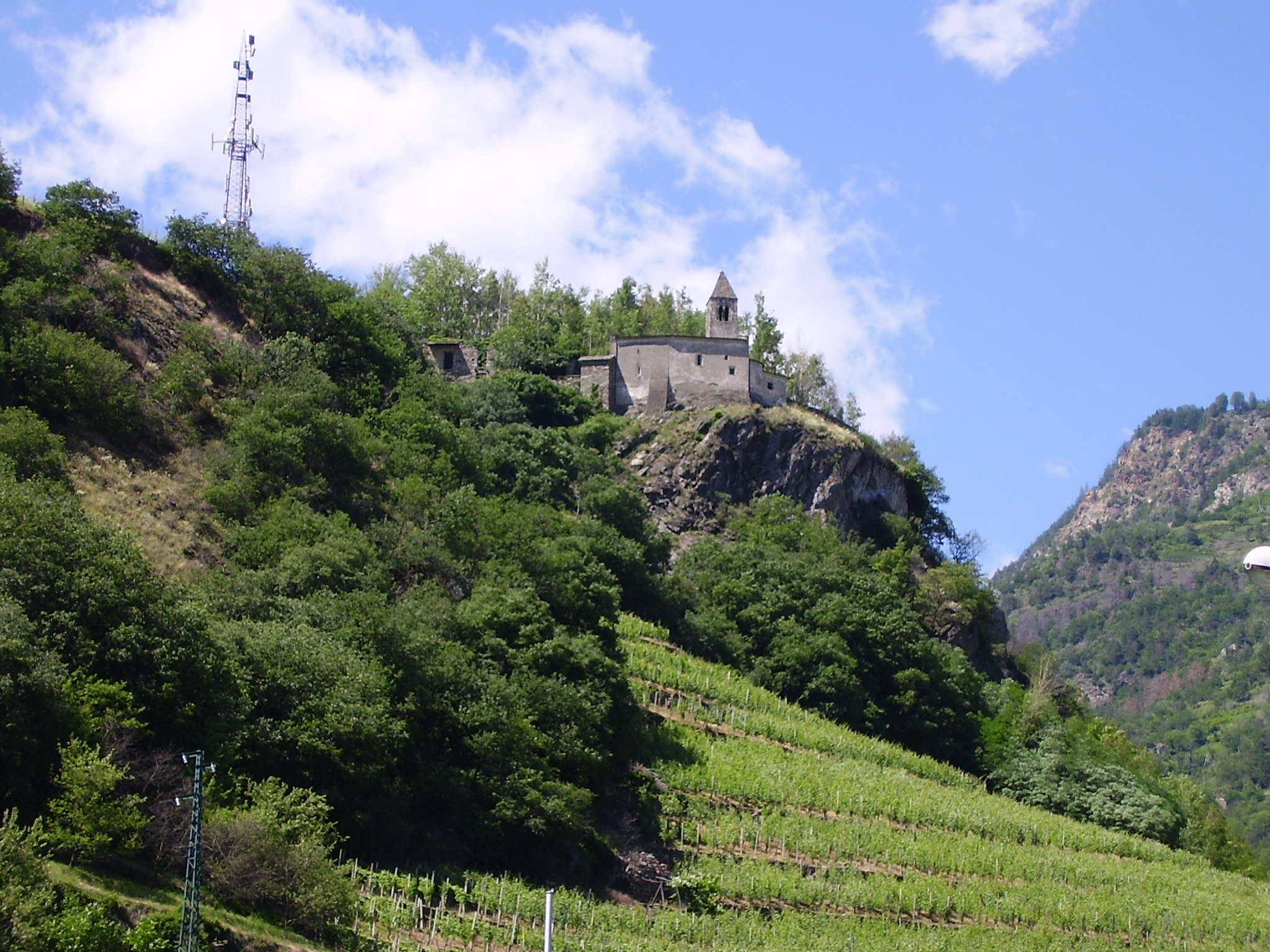
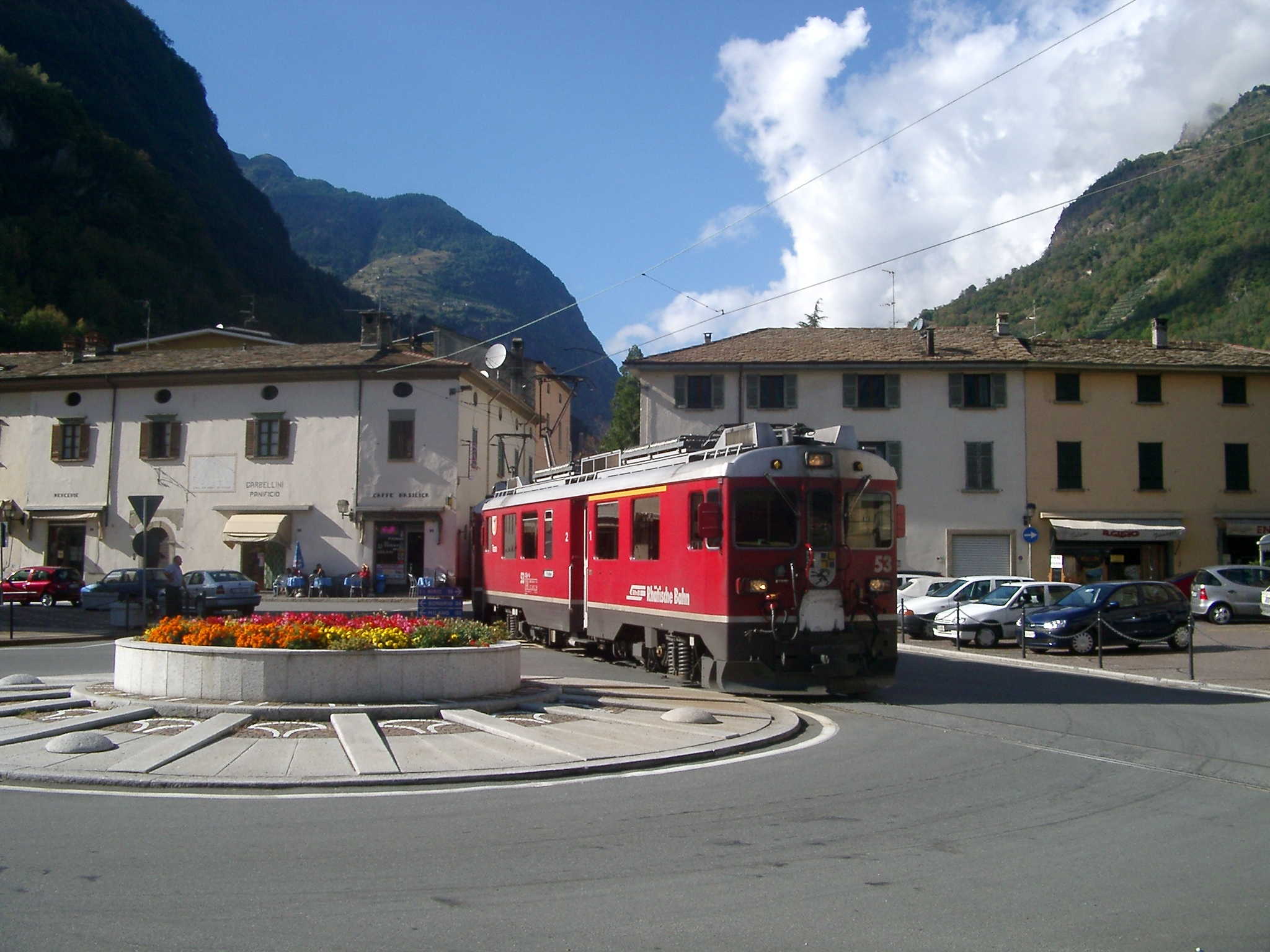